# Pino Dębica
Sportowy Klub Bilardowy Pino powstał w 1997 r. i od 1998 jest zarejestrowany jako stowarzyszenie i członek Polskiego Związku Bilardowego.
Do dziś jego zawodnicy naszego wywalczyli już 22 medale na Mistrzostwach Polski Juniorów i Seniorów, a także 5 brązowych medali na Mistrzostwach Europy Juniorów. W 2006 r. Michał Kędzior, jako kadrowicz reprezentacji Polski w czerwcu br. zdobył Drużynowy Puchar Europy. W ogólnopolskim rankingu PZBiL Drużyna Juniorów PINO zdobyła tytuł Najlepszej Drużyny w Polsce 2006 r.
W 2001 klub awansował do Polskiej I Ligi Bilardowej. W kolejnych latach zawodnicy Klubu PINO kontynuowali grę w Lidze II. W 2005 r. drużyna PINO po raz kolejny awansowała do I Ligi. W sezonie 2007 drużyna zmieniła nazwę na PINO VENTOR Dębica.
Aktualnie zawodnicy klubu swoje treningi odbywają w klubie PINO mieszczącym się przy ul. Konarskiego 36 w Dębicy i to właśnie tam rozgrywane są wszelkie turnieje i rozgrywki ligowe.